# Церковь Покрова на Нижней Чужбойке
Церковь Покрова на Нижней Чужбойке — православная церковь в селе Борисово-Судское Бабаевского района Вологодской области.

## Другие названия и исторический адрес
Нижнечужбойская Церковь Покрова, Борисово-Судская Покровская Церковь, Церковь Покрова в д. Харчевня
До революции адрес храма был Борисовская волость, Белозерский уезд Новгородской губернии.

## История
Храм построен в 1824 году. Освящен в честь праздника Покрова Богородицы, установленного на Руси в середине XII века по инициативе Андрея Боголюбского. Расположен на берегу реки Нижняя Чужбойка, на окраине Борисово-Судского, неподалёку от деревень Занино, Порошино, Харчевня (Постоялый Двор) и Нижний Чужбой. Рядом с храмом находится источник с родниковой водой.
Храм регулярно посещали местные дворяне Качаловы и Долговы-Сабуровы, и здесь они крестили многих своих детей.
Согласно воспоминаниям местных жителей, храм был закрыт и разорён 30-е годы (возможно, в 1936 году). Трехъярусная колокольня, в одной связи с храмом и завершенная высоким шпилем, была разрушена, когда во время Великой Отечественной войны неподалёку находился военный аэродром. В июне 2015 года состоялось освящение деревянной звонницы, построенной на месте разрушенной колокольни.
В советское время в храме был склад и хранилище. Во время Великой Отечественной войны в храме была устроена столовая военных летчиков с близлежащего аэродрома 18-го авиаполка. Сохранились верхние фрески со следами от пуль.
Позднее церковь была заброшена и до начала восстановительных работ летом 2009 года храм находился в запустении и разрушался.
Около стен храма похоронены представители древних дворянских фамилий: Качаловы, Долговы-Сабуровы и Пушторские. Некоторые из могил были найдены в процессе расчистки территории вокруг храма. В 2013 году могильные памятники были восстановлены предположительно на своих исторических местах.

## Архитектура и Расположение
Одноглавый белокаменный храм расположен у запруды на изгибе реки Нижняя Чужбойка, в 1-2 километрах от её впадения в реку Суда. В окнах сохранились старинные кованые решетки и цепь главного паникадила. Первоначальные внутренние росписи храма частично утрачены, но сохранились в купольной и алтарной частях, а также на некоторых стенах.

## Возрождение Храма

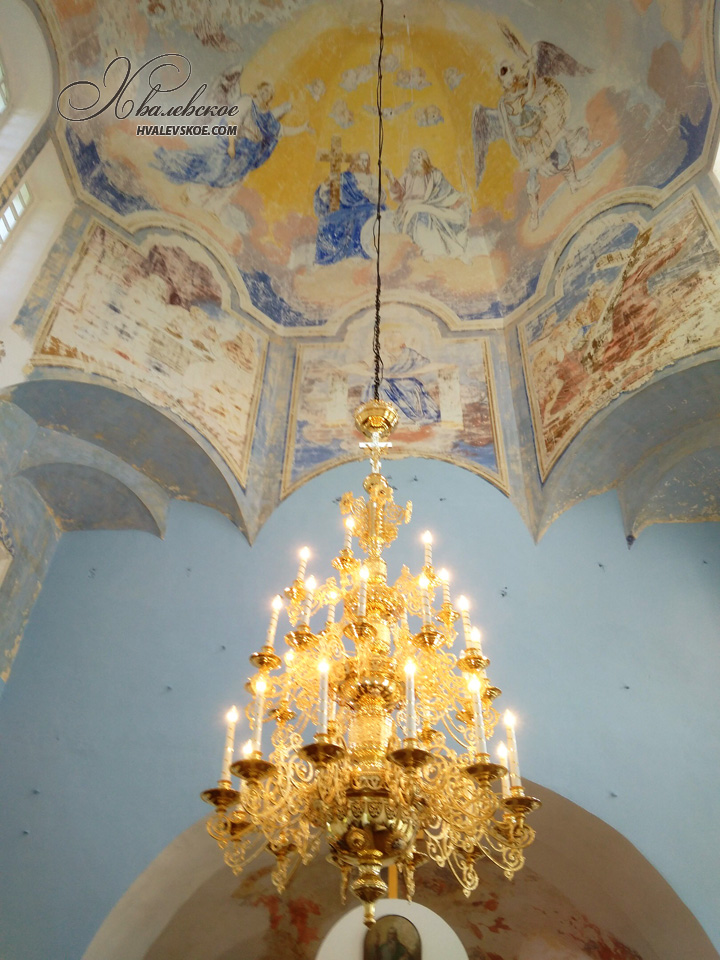
Фрески и паникадило Церкви Покрова на Нижней Чужбойке

Восстановительные работы в храме начались в августе 2009 года на средства семьи Войцеховских-Качаловых, одновременно с реставрационными работами в усадьбе Хвалевское. Основные работы завершены и новый крест установлен к престольному празднику Покрова 2010 года. Золоченый крест изготовлен на средства собранные строителями и местными жителями. Храм был заново освящен 15 октября 2010 года при большом стечении местных жителей и гостей из разных уголков России. Во время молебна церковный хор состоял из прямых потомков семьи Качаловых и Долговых-Сабуровых: семей Тутолминых и Головкиных, приехавших из Петербурга и Москвы. Семья Войцеховских-Качаловых передала в дар церкви живописную икону Покрова и напольные подсвечники. Летом 2018 года в храме было установлено главное паникадило.
Иконостас храма считался полностью утраченым, но на Пасхальную службу весной 2011 года была заново обретена одна из главных икон иконостаса, спрятанная в момент надругания над храмом и сохраненная одним из местных жителей. Увидев в местной газете статью об освящении храма, незадолго до своей кончины, Владимир Смирнов впервые рассказал своей дочери Марине Снежновой и её супругу Юрию историю про икону и завещал им вернуть святыню в храм. На Пасху 2012 года в храме был установлен временный иконостас, но котором была установлена и вновь обретенная икона.

## Служба в храме
Приход восстановлен в 2014 году, входит в состав Череповецкой и Белозерской епархии, Вологодской митрополии. В 2024 году храму исполняется 200 лет. Из своей двух-вековой истории в храме велась служба около 110 лет, затем приблизительно 75 года храм был в запустении, а теперь начиная с Покрова 2010 года в храме снова регулярно проходят богослужения.
В теплое время года служба в храме проводится раз в месяц, зимой на некоторые церковные праздники. Настоятелем храма, по совместительству с другими приходами, с 2010 года и до своей кончины летом 2012 года  (недоступная ссылка) был отец Анатолий (Даренин), затем отец Димитрий (Малинкин) из Бабаево. Несколько лет настоятелем храма был отец Илья (Морозов) из Череповца, по совместительству с приходами в Новой Старине, Акишево и др. Летом 2020 года настоятелем Покровского храма и других приходов Судского края был назначен отец Алексей (Гладков). Служба проходит на регулярной основе.

## Дальнейшие работы

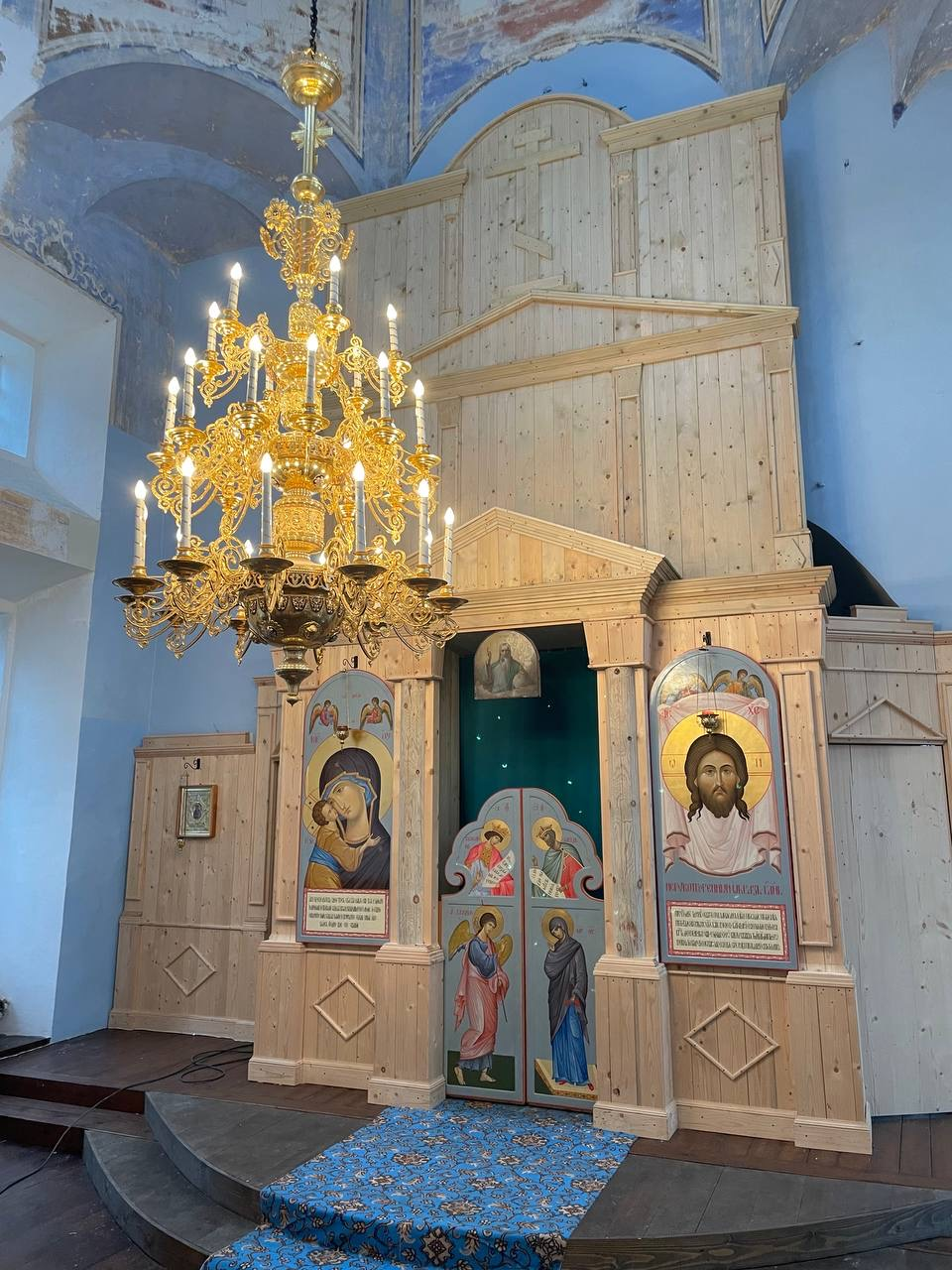
Iconostasis of Pokrov church in Borisovo-Sudskoe

В начале 2013 года Вологодской епархией принято решение о разработке проекта дальнейшего восстановления храма. В июне 2014 года в усадьбе Хвалевское состоялась презентация проекта нового иконостаса и благотворительный концерт.
В 2023 году были начаты работы по изготовлению иконостаса взамен утраченного. Деревянный каркас иконостаса был установлен в храме в 2024 году, к 200-летнему юбилею храма. Попечением семьи потомков строителей усадьбы и на пожертвования жителей села и гостей усадьбы, к престольному празднику Покрова 2024, в храме были установлены Царские врата и две привратные иконы – Спаса Нерукотворного и Пресвятой Богородицы, написанные в иконописно-реставрационной мастерской Александро-Невской лавры в Санкт-Петербурге. В течение нескольких лет планируется заказать остальные иконы для иконостаса. 
Среди дальнейших работ предстоит отреставрировать старые фрески и расписать нижнюю часть храма, оборудовать источник родниковой воды у подножия храма и установить дополнительные колокола на звонницу.
В ноябре 2015 года фрагмент фрески купольной части храма был размещен на обложке журнала Seasons (Сезоны).